# Bradley Pierce
Bradley Michael Pierce (Los Angeles, 23 ottobre 1982) è un attore e doppiatore statunitense.

## Biografia
Ha interpretato Peter nel film Jumanji insieme a Robin Williams, e prima ancora aveva prestato la sua voce alla tazzina Chicco (Chip in originale) nel film d'animazione Disney La bella e la bestia.
Il 6 maggio 2005 si è sposato con Shari Marie Holmes. La coppia ha tre figli: Gavin Michael (2005), Dorian James (2008) e Lorelai (2014).

## Filmografia

### Cinema
- Bersaglio mobile (Cartel) (1990)
- Charlot (Chaplin), regia di Richard Attenborough (1992)
- Il migliore amico dell'uomo (Man's Best Friend) (1993)
- Jumanji, regia di Joe Johnston (1995)
- Amanda (1996)
- Agenti segreti a 4 zampe (The Undercover Kid) (1996)
- I rubacchiotti (The Borrowers), regia di Peter Hewitt (1997)
- Pazzo di te! (Down to You), regia di Kris Isacsson (2000)

### Televisione
- Vite dannate (Too Young to Die?) - film TV, regia di Robert Markowitz (1990)
- Per amore di un bambino (Casey's Gift: For Love of a Child) - film TV (1990)
- Una famiglia come le altre (Life Goes On) - serie TV, episodio 2x03 (1990)
- Beverly Hills 90210 (Beverly Hills, 90210) - serie TV, episodio 2x13 (1991)
- Pappa e ciccia (Roseanne) - serie TV, episodio 4x12 (1991)
- Il tempo della nostra vita (I giorni della nostra vita) (Days of Our Lives) - serie TV (1990-1991)
- Ma che ti passa per la testa? (Herman's Head) - serie TV, episodio 2x25 (1993)
- Shaky Ground - serie TV (1992-1993)
- Innamorati pazzi (Mad About You) - serie TV, episodio 2x06 (1993)
- Lois & Clark - Le nuove avventure di Superman (Lois & Clark: The New Adventures of Superman) - serie TV, episodio 1x14 (1994)
- La famiglia Brock (Picket Fences) - serie TV, episodio 2x14 (1994)
- The Yarn Princess - film TV (1994)
- Dead Man's Revenge - film TV (1994)
- Children of the Dark - film TV (1994)
- Ride with the Wind - film TV (1994)
- Il silenzio del testimone (Cries from the Heart) - film TV (1994)
- Mickey: Reelin' Through the Years - film TV (1995)
- Il cliente (The Client) - serie TV, episodio "The Prodigal Father" (1995)
- The Home Court - serie TV , episodio "Between a Shamrock and a Hard Place" (1996)
- The Siege at Ruby Ridge - film TV (1996)
- Il tocco di un angelo (Touched by an Angel) - serie TV, episodio 3x23 (1997)
- Doom Runners - film TV (1997)
- Profiler - Intuizioni mortali (Profiler) - serie TV, episodio 3x12 (1999)
- Star Trek: Voyager - serie TV, episodio 5x23 (1999)
- Chicken Soup for the Soul - serie TV, episodio "Blind Date with Belinda" (1999)

## Doppiaggio
- La bella e la bestia (1991)
- I ragazzi di Oz (1996)
- Il mondo dei Thornberry (2 episodi, 2000)
- Ritorno all'Isola che non c'è  (2002)
- Neko no ongaeshi (2002)
- American Wasteland (2005)
- Kingdom Hearts II (2005)
- Kingdom Hearts II: Final Mix+ (2007)
- Bachelor Party 2: The Last Temptation (2008)

## Premi e riconoscimenti
- Nomination ai Saturn Awards 1996: Miglior attore emergente per Jumanji

## Doppiatori italiani
- Domitilla D'Amico in Jumanji
- Davide Perino in La bella e la bestia
- Alessio Puccio in Ritorno all'Isola che non c'è
- Paolo Vivio in Profiler - Intuizioni mortali
- Manuela Tamietti in I ragazzi di Oz